# Søvnterror
Søvnrædsel
eller søvnterror (pavor nocturnus) er en søvnforstyrrelse, der er karakteriseret ved ekstrem frygt og midlertidig manglende bevidsthed. Tilfælde af søvnterror opstår i modsætning til mareridt i de dybe søvnfaser NREM, som oftest omkring en time efter personen er gået i seng, i det der kaldes søvnstadie 4. Under søvnterror ”vågner” personen ofte pludseligt med en følelse af angst, uden evnen til at forklare hvad der er sket.[kilde mangler] Efter 5-20 min. falder personen til ro og lægger sig til at sove uden at have været ved fuld bevidsthed. Andre symptomer kan være forhøjet hjerterytme, forhøjet svedproduktion, forvirrethed, skrig, svage billeder af noget skræmmende, manglende evne til efterfølgende at huske episoden.
Det estimeres, at 1-6% af alle børn i den tidlige barndom lider af denne søvnforstyrrelse,
der starter i spædbarnsalderen[kilde mangler] og normalt stopper inden teenage-årene.[kilde mangler] Hos nogle personer fortsætter søvnforstyrrelsen dog ind i voksenlivet.